# Suemus punctatus
Suemus punctatus là một loài nhện trong họ Philodromidae.
Loài này thuộc chi Suemus. Suemus punctatus được George Newbold Lawrence miêu tả năm 1938.